# Metaletteratura
Per metaletteratura (anticamente conosciuta come contaminatio) si intende la concezione secondo cui la letteratura è come un serbatoio da cui attingere a piene mani, si possono quindi prendere gli elementi contenutistici degli autori passati per reimpiegarli e dargli nuovo significato.
Molteplici sono gli esempi di questa pratica nel mondo antico: Callimaco, poeta alessandrino, o nel mondo romano celeberrimi autori quali Plauto, Terenzio, persino lo stesso Virgilio (l'Eneide è pregna di riferimenti riguardanti Iliade ed Odissea).
Questo concetto sarà ripreso dal poeta italiano Giovan Battista Marino, il quale sarà promotore di una letteratura fatta per l'appunto "col rampino", dando l'immagine del poeta che compiendo una forzatura, trae a sé i contenuti di proprio interesse per riadattarli ai suoi fini.
Più che concentrarsi sulla narrazione, la metaletteratura scandaglia i processi dello scrivere, compresi quelli più marginali e contraddittori. Si tratta quindi una "letteratura autoreferenziale", in cui la scrittura è trasformata da mezzo a fine.